# Guerres macedòniques
Les guerres macedòniques van ser una sèrie de conflictes que van enfrontar el regne de Macedònia i la República Romana entre els segles III aC i II aC.
Van resultar en el control o la influència romana sobre Grècia i la resta de la conca oriental de la Mediterrània, a més de la seva hegemonia a la Mediterrània occidental després de les Guerres púniques. Tradicionalment, les Guerres Macedòniques inclouen les quatre guerres amb Macedònia, a més d'una guerra amb l’Imperi Selèucida i una última guerra menor amb la Lliga Aquea (que sovint es considera l'etapa final de la Guerra Macedònica). La guerra més significativa es va lliurar amb l'Imperi Selèucida, i tant aquesta com les guerres amb Macedònia van marcar efectivament el final d'aquests imperis com a grans potències mundials, tot i que cap d'elles va conduir immediatament a una dominació romana oberta. Es van lliurar quatre guerres separades contra la potència més feble, Macedònia, a causa de la seva proximitat geogràfica a Roma, tot i que les dues últimes d'aquestes guerres van ser contra insurreccions a l'atzar en lloc d'exèrcits poderosos. La influència romana va anar dissoldre gradualment la independència macedònica i la va digerir en el que s'estava convertint en un Imperi. El resultat de la guerra amb l'Imperi Selèucida, ara deteriorat, també va ser fatal per a ell, tot i que la creixent influència de Pàrtia i el Pont va evitar qualsevol conflicte addicional entre aquest i Roma.
Des del final de les Guerres Macedòniques fins a principis de l’Imperi Romà, la Mediterrània oriental va seguir sent una xarxa de polítiques en constant canvi amb diversos nivells d'independència, dependència o control militar absolut per part de Roma. Segons Polibi, que va intentar rastrejar com Roma va arribar a dominar l'est grec en menys d'un segle, les guerres de Roma amb Grècia es van posar en marxa després que diverses ciutats-estat gregues busquessin la protecció romana contra el Regne de Macedònia i l'Imperi Selèucida davant d'una situació desestabilitzadora creada per l'afebliment de l'Egipte ptolemaic.
A diferència d'occident, l'est grec havia estat dominat per grans imperis durant segles, i la influència romana i la recerca d'aliances van conduir a guerres amb aquests imperis que els van debilitar encara més i, per tant, van crear un buit de poder inestable que només Roma va ser capaç de pacificar. Això tenia algunes similituds importants (i algunes diferències importants) amb el que havia ocorregut a Itàlia segles abans, però aquesta vegada va ser a escala continental. Historiadors  veuen la creixent influència romana sobre l'est, igual que amb l'oest, no com una qüestió de construcció intencionada d'un Imperi, sinó com una gestió constant de crisis centrada en la consecució d'objectius a curt termini dins d'una xarxa d'aliances i dependències altament inestable, imprevisible i interdependent. Amb algunes excepcions importants de domini militar directe (com ara parts de la Grècia continental), el món de la Mediterrània oriental va seguir sent una aliança de ciutats-estat i regnes independents (amb uns quants graus d'independència, tant de jure com de facto) fins que va fer la transició a l'Imperi Romà. No va ser fins a l'època de l'Imperi Romà que la Mediterrània oriental, juntament amb tot el món romà, es va organitzar en províncies sota control romà explícit.

## Primera guerra Macedònica (214 - 205 aC)

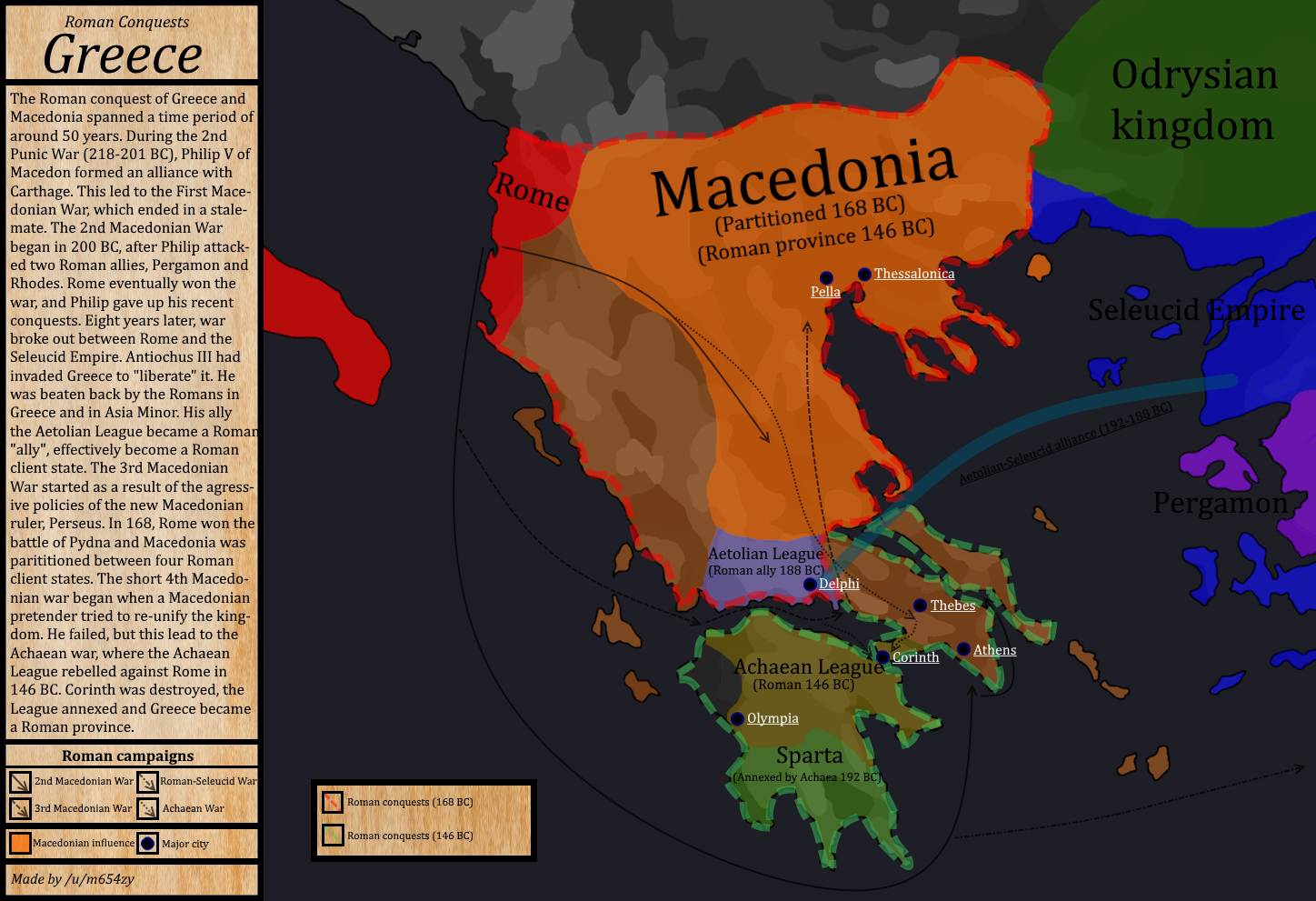
Les Guerres Macedòniques i la conquesta romana de Grècia

Durant la Segona Guerra Púnica, Filip V de Macedònia es va aliar amb Cartago. Davant la por del possible reforç d'Hanníbal amb tropes macedòniques, Roma va enviar les legions romanes a través del mar Adriàtic que juntament amb uns quants aliats de la Lliga Etòlia van aconseguir una pau amb Macedònia. Aquesta guerra va ser lliurada entre el 214 aC i el 205 aC.
L'interès de Roma no era la conquesta, sinó mantenir Macedònia ocupada mentre Roma lluitava contra Anníbal. La guerra va acabar indecisa el 205 aC amb el Tractat de Fenice. Tot i que va ser un conflicte menor, va obrir el camí a la intervenció militar romana a Macedònia. Aquest conflicte, tot i que es va lliurar entre Roma i Macedònia, va ser en gran part independent de les guerres romano-macedònies que van seguir (que van començar amb la Segona Guerra Macedònica i van ser en gran mesura dependents l'una de l'altra) al segle següent.

## Segona guerra Macedònica (200 - 196 aC)
L'any 200 aC, sent Roma la potència dominant d'Itàlia i de la Mediterrània Occidental, Rodes i Pèrgam li van demanar ajuda contra les contínues agressions macedòniques en els Dardanels i Egipte. L'atenció de Roma va virar cap a la mar Egea i les seves antigues baralles amb Filip V de Macedònia. Els ambaixadors de Pèrgam i Rodes van presentar proves davant el Senat romà que Filip V de Macedònia i Antíoc III de l’Imperi Selèucida havien signat el pacte de no agressió. Tot i que no està clar quina era la naturalesa exacta d'aquest tractat i la raó exacta dels romans per involucrar-s'hi malgrat dècades d'apatia cap a Grècia (els passatges rellevants sobre això de la nostra font principal, Polibi, s'han perdut), la delegació grega va aconseguir obtenir ajuda romana. Inicialment, Roma no tenia la intenció de lluitar una guerra contra Macedònia, sinó d'intervenir diplomàticament en nom seu.
Roma va exigir a Macedònia la seva retirada completa de Grècia. Filip va accedir en part, però va voler mantenir el control sobre les ciutats de Demètrias a Tessàlia, Calcis a Eubea i Corint a Acaia, que el rei coneixia com a «grillons de Grècia».
Arribà a Roma una delegació grega per donar al Senat una lliçó de geografia hel·lena. Roma va donar a Filip un ultimàtum que havia de cessar en les seves campanyes contra els nous aliats grecs de Roma. Dubtant de la força de Roma (una creença no infundada, tenint en compte l'actuació de Roma a la Primera Guerra Macedònia), Filip va ignorar la petició, cosa que va sorprendre els romans. Creient que el seu honor i la seva reputació estaven en joc, Roma va intensificar el conflicte enviant un exèrcit de romans i aliats grecs per forçar la situació, iniciant la Segona Guerra Macedònia. Les negociacions van acabar en un carreró sense sortida. No obstant això, com a resultat, el Senat va enviar el cònsol Tit Quinti Flaminí al comandament de dues legions amb més de 6.000 infants i 300 genets aliats per foragitar Filip de Grècia: començava la segona guerra macedònia.
Després d'una sèrie de combats a tot el territori grec, els exèrcits de Filip i Flaminí es van trobar a la batalla de Cinoscèfals. El rei macedoni va ser derrotat, i va signar un tractat de pau pel qual abandonava les seves pretensions sobre Grècia. Al mateix temps, un segon exèrcit macedoni era derrotat per Àtal I, rei de Pèrgam, a l'Àsia Menor.
 En el Tractat de Tempea resultant, a Filip V se li va prohibir interferir en afers fora de les seves fronteres i se li va exigir que renunciés a les seves recents conquestes gregues. A l’Olimpíada de l'any 196 aC, Roma va proclamar la Llibertat dels Grecs, que constituïa la nova política (possiblement equivocada) de Roma envers Grècia. Aquesta era que Grècia ara era estable i Roma podia retirar-se completament dels afers grecs sense arriscar-se a més inestabilitat. Semblava que Roma ja no tenia més interès en la regió, ja que van retirar totes les forces militars sense ni tan sols intentar consolidar cap guany, i posteriorment van tornar a la seva apatia anterior fins i tot quan els seus aliats grecs van ignorar les peticions romanes posteriors.

## Guerra Selèucida (192 a 188 aC)
Amb Egipte i Macedònia ara debilitats, l’Imperi Selèucida es va tornar cada cop més agressiu i reeixit en els seus intents de conquerir tot el món grec. Quan Roma es va retirar de Grècia al final de la Segona Guerra Macedònica, ells (i els seus aliats) pensaven que havien deixat enrere una pau estable. Tanmateix, en debilitar l'últim fre que quedava a l'expansió selèucida, van deixar enrere el contrari. Ara no només els aliats de Roma contra Filip buscaven una aliança romana contra els selèucides, sinó que el mateix Filip fins i tot va buscar una aliança amb Roma. La situació va empitjorar pel fet que Anníbal era ara un assessor militar principal de l'emperador selèucida, i es creia que tots dos estaven planejant una conquesta directa no només de Grècia, sinó també de Roma. Els selèucides eren molt més forts que els macedonis, atès que controlaven gran part de l'antic Imperi Persa, i en aquest punt havien reconstruït gairebé completament l'antic Imperi d'Alexandre el Gran. Tement el pitjor, els romans van iniciar una gran mobilització, retirant-se pràcticament de la Hispània i la Gàl·lia recentment pacificades. Fins i tot van establir una guarnició important a Sicília en cas que els selèucides envaïssin Itàlia. Aquesta por era compartida pels aliats grecs de Roma, que havien ignorat en gran mesura Roma en els anys posteriors a la Segona Guerra Macedònia, però que ara seguien Roma de nou per primera vegada des d'aquella guerra. Una important força romano-grega es va mobilitzar sota el comandament del gran heroi de la Segona Guerra Púnica, Escipió l'Africà, i va partir cap a Grècia, iniciant la Guerra Romano-Síria. Després de combats inicials que van revelar greus debilitats selèucides, els selèucides van intentar girar la força romana contra ells a la batalla de les Termòpiles (com creien que els 300 espartans havien fet segles abans contra el poderós Imperi Persa). Igual que els espartans, els selèucides van perdre la batalla i es van veure obligats a evacuar Grècia. Els romans van perseguir els selèucides creuant l’Hel·lespont, cosa que va marcar la primera vegada que un exèrcit romà va entrar a Àsia. L'enfrontament decisiu es va lliurar a la batalla de Magnèsia, que va resultar en una victòria romana completa. Els selèucides van demanar la pau i Roma els va obligar a renunciar a les seves recents conquestes gregues. Tot i que encara controlaven una gran part del territori, aquesta derrota va marcar el principi de la fi de l'Imperi selèucida, ja que començarien a enfrontar-se a súbdits cada cop més agressius a l'est (els parts) i a l'oest (els grecs), així com a Judea al sud. El seu Imperi es va desintegrar en una gropa durant el segle següent, quan va ser eclipsat pel Pont. Després de Magnèsia, Roma es va retirar de nou de Grècia, assumint (o esperant) que la manca d'una gran potència grega garantiria una pau estable, tot i que va fer el contrari.

## Tercera Guerra Macedònica (172 - 168 aC)
Després de la mort de Felip V de Macedònia (179 aC), el seu fill, Perseu de Macedònia, va intentar restaurar la influència internacional de Macedònia, i es va mudar agressivament contra els seus veïns. Quan Perseu es va veure implicat en un complot d'assassinat contra un aliat de Roma, el Senat va declarar la tercera guerra de Macedònia. En un principi, Roma no li va anar bé contra les forces macedònies, però en el 168 aC, les legions romanes va trencar la falange macedònia a la batalla de Pidna. Més tard Perseu va ser capturat i el regne de Macedònia, es va dividir en quatre repúbliques que Roma controlava. Fins i tot això va resultar insuficient per garantir la pau, ja que l'agitació macedònica continuava.

## Quarta guerra Macedònica (150 - 148 aC)
La quarta guerra macedònica (150 aC - 148 aC) va ser l'última guerra entre Roma i Macedònia. Va tenir lloc a causa de la usurpació del pretendent Andriscos al tron de Macedònia, fingint ser el fill de Perseu, l'últim rei de macedònia. La quarta guerra macedònica va acabar al 148 aC després de la derrota d'Andriscos en la batalla de Pidna.
En resposta, la Lliga Aquea es va mobilitzar el 146 aC per a una nova guerra contra Roma. Això de vegades es coneix com la Guerra Aquea, i va ser conegut per la seva curta durada i el seu moment just després de la caiguda de Macedònia. Fins aleshores, Roma només havia fet campanya a Grècia per lluitar contra forts, aliats o clients macedonis. La supremacia militar de Roma estava ben establerta, havent derrotat Macedònia i la seva presumida Falange ja en 3 ocasions, i derrotant un nombre superior contra els selèucides a Àsia. Els líders aqueus gairebé amb certesa sabien que aquesta declaració de guerra contra Roma era desesperada, ja que Roma havia triomfat contra oponents molt més forts i grans, la legió romana havent demostrat la seva supremacia sobre la falange macedònia. Polibi culpa els demagogs de les ciutats de la lliga d'inspirar la població a una guerra suïcida. Els impulsos nacionalistes i la idea de triomfar contra pronòstics superiors van motivar la lliga a prendre aquesta decisió precipitada. La Lliga Aquea va ser derrotada ràpidament i, com a lliçó objecte, Roma va destruir completament la ciutat de Corint el 146 aC, el mateix any que Cartago va ser destruïda. Després de gairebé un segle de gestió constant de crisis a Grècia, que sempre conduïa a la inestabilitat interna i la guerra quan Roma es retirava, Roma va decidir dividir Macedònia en dues noves províncies romanes, Acaia i Epir.